# Dragmacidon oxeon
Dragmacidon oxeon är en svampdjursart som först beskrevs av Dickinson 1945.  Dragmacidon oxeon ingår i släktet Dragmacidon och familjen Axinellidae. Inga underarter finns listade i Catalogue of Life.